# Moneta da un bilione di dollari

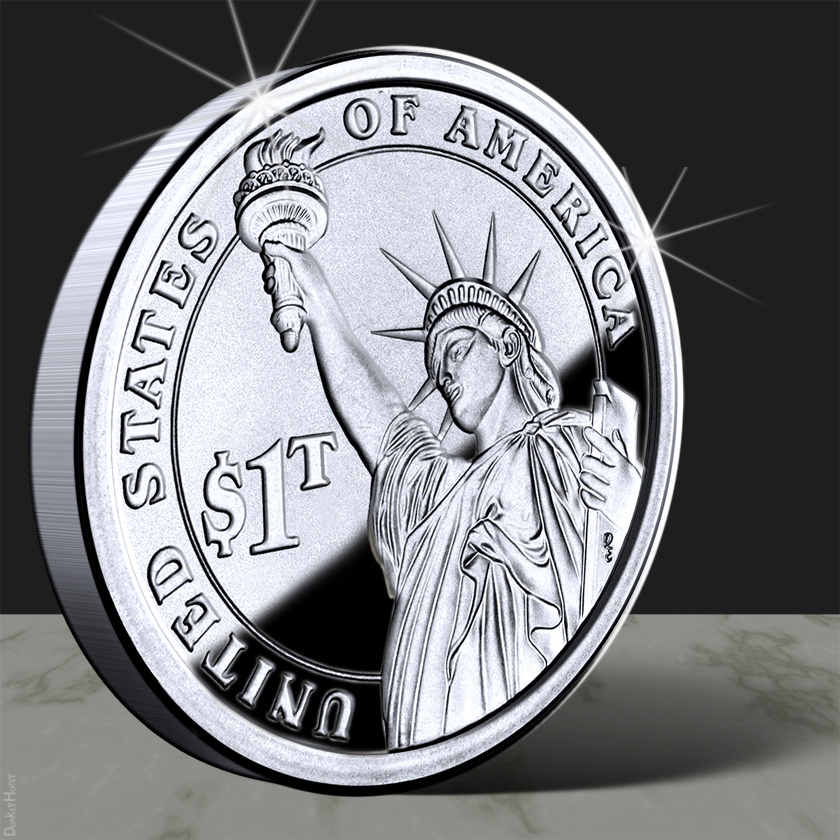
La moneta da mille miliardi di dollari, in una finzione artistica, con, al dritto, un disegno simile al rovescio della serie presidenziale da un dollaro.

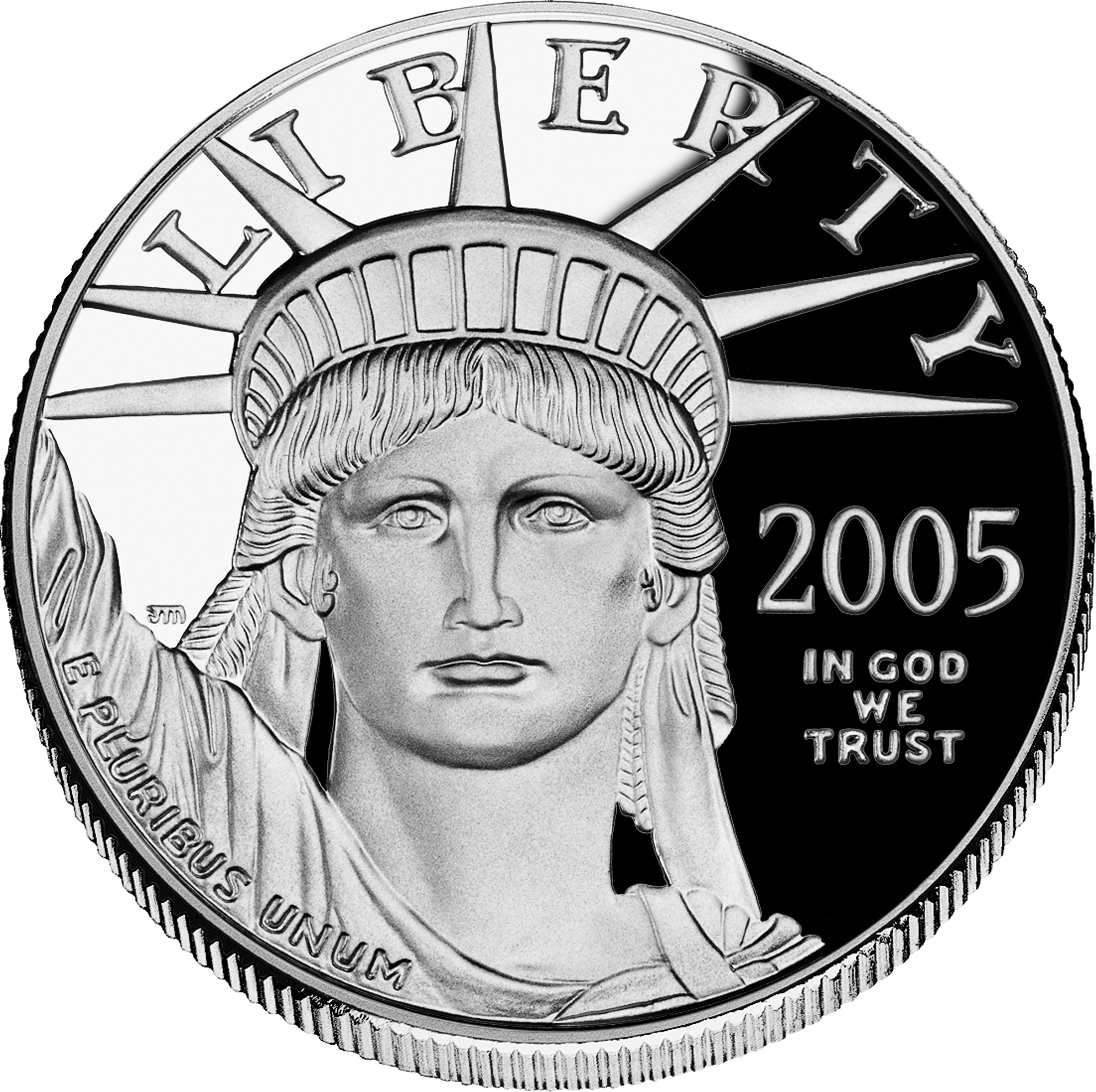
Esempio di moneta statunitense in platino, la American Platinum Eagle, esemplare commemorativo emesso, ai sensi dell'art. 31 U.S.C., Section 5112, con denominazioni facciali fino a 100$.

L'idea di battere una  singola moneta in platino dall'enorme valore facciale di un bilione di dollari statunitensi (in inglese Trillion dollar coin) è stata concepita e ipotizzata nel 2011, nel corso della crisi politica vertente sul tetto al debito statunitense, quale metodo con cui bypassare lo stallo politico che rendeva necessaria, da parte del Congresso americano, l'approvazione di un innalzamento del tetto massimo al debito pubblico degli Stati Uniti d'America al fine di evitare il cosiddetto fiscal cliff, vale a dire il baratro fiscale a cui sarebbe andata incontro l'economia statunitense a seguito dei drastici tagli alla spesa pubblica imposti al governo americano.
Il conio di una moneta da un bilione di dollari era inteso a creare un importo pressoché uguale di signoraggio, fuori bilancio, o profitto numismatico, che sarebbe entrato in bilancio, da trasferire al Dipartimento del Tesoro americano.

## Storia
L'idea estrema di una moneta di platino dal valore facciale così alto guadagnò l'attenzione dei mass media nel tardo 2012, mentre era in atto la discussione sulle trattative per evitare il baratro fiscale, una prospettiva finanziaria, quest'ultima, di cui si temevano le ripercussioni negative sulla crisi economica che imperversava dal 2008.
Dopo che ebbe conquistato i titoli dei giornali statunitensi durante la settimana del 7 gennaio 2013, l'idea di ricorrervi fu infine scartata dalla Federal Reserve e dal Dipartimento del Tesoro statunitense. Cinque giorni dopo, John Cornyn (Minority Whip al Senato americano) annunciò che la minoranza senatoria repubblicana avrebbe ritirato la minaccia di bloccare un rialzo del plafond del debito pubblico: in questo modo, lo stallo politico che aveva minacciato l'economia statunitense e mondiale fu definitivamente superato e l'idea perse di interesse e attualità.

## Fondamento giuridico
L'emissione valutaria di dollari cartacei è soggetta a diverse restrizioni contabili e quantitative a cui, invece, non devono sottostare le emissioni monetali battute in platino.
L'idea si basava sulla norma giuridica contenuta nel paragrafo 5112 del Titolo 31 dello United States Code che garantisce al Dipartimento del tesoro il potere e l'autorità di "battere ed emettere monete in platino" in qualsivoglia denominazione il Segretario al Tesoro decida di scegliere. Così, una volta che il Tesoro dovesse decidere di emettere monete da un bilione di dollari, non dovrebbe far altro che trasportarle presso la Federal Reserve e chiedere di depositarle nel conto di tesoreria intestato al Tesoro: questo eviterebbe di emettere nuovi titoli di debito.
Il §5112(k) del Titolo 31 dell'U.S.C. è stato promulgato, in origine, dalla Public Law 104-208 nel 1996:
Il Segretario [del Tesoro, n.d.r.] può coniare ed emettere lingotti o monete di prova in conformità con specifiche, disegni, varietà, quantità, denominazioni, e iscrizioni che il Segretario [del Tesoro, n.d.r.], a sua discrezione, voglia prescrivere di volta in volta.
Nel 2000, la parola "bullion" ("lingotti") è stata rimpiazzata con "platinum bullion coins" (monete-lingotto di platino).
Philip N. Diehl, ex direttore della Zecca degli Stati Uniti e coautore, col deputato repubblicano Michael Castle, della legge sulla monetazione di platino, ha affermato che la procedura sarebbe permessa per statuto. Tuttavia, Castle sostiene di non averla mai intesa  per un tale uso. La disposizione sulla monetazione di platino fu infine approvata  nel 1996 da un Congresso a maggioranza repubblicana contro le obiezioni di un Segretario del Tesoro del Partito democratico (Robert Edward Rubin).
Laurence Tribe, liberale, eminente professore di diritto costituzionale alla Harvard Law School, ha affermato che i fondamenti normativi della moneta da un bilione sono solidi e non potrebbero essere attaccati davanti a una corte, dal momento che nessuno sarebbe legittimato a una tale azione. Jonathan H. Adler, professore di diritto alla Case Western Reserve University School of Law, di orientamento  conservatore si è dichiarato dubbioso sulla legalità di una tale moneta.

## Analisi e reazioni
Alcuni commentatori hanno sostenuto che, sebbene il concetto possa considerarsi legale in senso stretto, l'adozione di un tale provvedimento avrebbe potuto mettere a dura prova il sistema di checks and balances (bilanciamento dei poteri) del Sistema politico degli Stati Uniti d'America, perfino se la spesa permessa dal controvalore della coniazione fosse già autorizzata dal Congresso. Il giornalista Megan McArdle ha scritto che "il conio di una moneta da un bilione di dollari porrebbe chiaramente fine agli ostruzionisti repubblicani ma solo dimostrando che il presidente stesso ha poco rispetto per i vincoli istituzionali imposti alla sua funzione". Un altro giornalista, Felix Salmon, ha scritto che il concetto "segnerebbe effettivamente la fine del sistema di governo a tre rami, permettendo all'esecutivo di asfaltare col rullo compressore i diritti e le prerogative del ramo legislativo". Salmon ha tenuto a precisare di non essere d'accordo col comportamento dei repubblicani del Congresso, ma che, d'altro canto, essi hanno il diritto a comportarsi così, e il presidente dovrebbe evitare di usare l'opzione della moneta da un trilione di dollari per aggirare l'ostacolo. Nelle parole di Salmon: "Sì, il corpo legislativo si sta comportando come un branco di perfetti idioti se solo pensano che spingere il governo statunitense al default sia una buona idea. Ma è nel loro "diritto" comportarsi come un branco di perfetti idioti".
Michael Steel, portavoce del Presidente della Camera dei rappresentanti John Boehner, ha scartato l'idea facendo un paragone con un episodio de I Simpson, Guai da un trilione di dollari ("The Trouble with Trillions" nell'edizione originale), andato in onda 13 anni prima della crisi sul tetto del debito USA, nel quale Homer Simpson è impegnato in una missione alla ricerca di una banconota sparita da un trilione di dollari.